# Croton subvillosus
Espèce
Croton subvillosus est une espèce de plantes à fleurs du genre Croton et de la famille des Euphorbiaceae, présente au Brésil (Goiás).
Il a pour synonyme :
- Oxydectes subvillosa, (Müll.Arg.) Kuntze